# 平山 (小惑星)
平山（ひらやま、1999 Hirayama）は小惑星帯に位置する小惑星。1973年2月27日に、ドイツのベルゲドルフでチェコの天文学者ルボシュ・コホーテクによって発見された。
小惑星の族を発見した日本の天文学者平山清次を記念して命名された。